# (26585) 2000 ED116
2000 إي دي 116 (ويعرف أيضًا باسم (26585) 2000 إي دي 116 وفق تسمية الكوكب الصغير) (بالإنجليزية: 2000 ED116)‏ هو كويكب ضمن حزام الكويكبات؛ وترتيبه 26585 من حيث الاكتشاف.
اكتُشف هذا الجُرم الفلكي بواسطة سبيس واتش في 10 مارس 2000.

## وصلات خارجية
- (26585) 2000 ED116 في قاعدة بيانات مختبر الدفع النفاث لأجرام النظام الشمسي الصغيرة

- الاكتشاف · مخطط المدار ·  العناصر المدارية · المعلمات المادية

- (26585) 2000 ED116 على موقع ويكي سكاي: DSS2, SDSS, GALEX, IRAS, Hydrogen α, X-Ray, Astrophoto, Sky Map, Articles and images